# Шампионат на Хаити по футбол
Шампионатът на Хаити по футбол (на френски: Championnat d'Haïti de football) е клубно първенство по футбол, в който се излъчва шампионът на Република Хаити.
Шампиони на Първа дивизия на Лигата на Хаити (Division 1 Ligue Haïtienne) се излъчват от сезон 1937/1938, форматът на турнира и сезоните са се изменяли нееоднократно. Съвременният формат (в изключение на 3 случая) с 2 шампиона в една и съща календарна година е от 2002 г. По аналогия с много латиноамерикански страни (вж. Апертура и Клаусура) в Хаити първата част на сезона се нарича шампионат Откриване (Ouverture – Увертюр), а втората част – Закриване (Clôture – Клотюр).

## История и формат
Първият в историята шампионат на Хаити преминава по „европейската“ система през сезон 1937/38, и негов победител става „Расинг Клуб Аисиен“, който и до днес е най-титуловаия клуб в историята на хаитянского футбол. От 1939 до 1983 година включително в Хаитянската лига е съблюдавала „американската“ сезонност (календарна година) с един клуб-шампион на сезон. Изключение правят сезони 1952/53 и 1953/54. Заради нестабилната политическа обстановка няколко пъти шампионат на Хаити не се провежда. Шампионатът бива прекъснат през 1949 година, не се провежда през 1954, от 1963 до 1967, от 1972 до 1982 и от 1984 до 1987 години.
Следващите осем сезона, от 1987/88 до 1994/95, шампионатът на Хаити се провежда по „европейската“ система, като през 1991/92 провеждащото се футболно первенство отново бива прекъснато. От 1996 до 2001 г. в Хаити отново се провеждат класически шампионати с един клуб-шампион в една календарна година.
През 2002 година форматът на първенството е бил приближен към латиноамериканската система Апертура и Клаусура. За една календарна година се излъчват по два шампиона – Увертюра („Откриване“) и Клотюра („Закриване“) (до 2009 года за „Закриване“ се ползва другата френска дума – „Ферметюр“, на френски: Fermeture). Тази система съществува до днес. Изключения правят три сезона – 2005/06, 2012 и 2013 – тогава за сезон се излъчва по един победител.
Въпреки невисокото ниво на шампионата, в Хаитянската лига участват 20 клуба. Най-успешен е „Расинг Аисиен“, „ФИКА“, „Виолет“ и „Темпет“. „Расинг Аисиен“ и „Виолет“ по един път са стигали до финалите на Шампионската лига на КОНКАКАФ.

## Шампиони
| Клуб               | Град         | Титли | Сезони                                                                                                  |
| ------------------ | ------------ | ----- | --- |
| Расинг Аисиен      | Порт о Пренс | 14    | 1937/38, 1941, 1946, 1947, 1953/54, 1958, 1962, 1963, 1966, 1967, 1969, 2000, 2002 (Ферметюр), 2009 (Ф) |
| ФИКА               | Кап Аитиен   | 7     | 1988/89, 1989/90, 1990/91, 1993/94, 1998, 2001, 2015 (Клотюр)                                           |
| Виолет             | Порт о Пренс | 6     | 1939, 1957, 1968, 1983, 1994/95, 1999                                                                   |
| Темпет             | Сен Марк     | 5     | 1992/93, 2008 (Увертюр), 2009 (У), 2010 (У), 2011 (Клотюр)                                              |
| Балтимор           | Сен Марк     | 4     | 2004/05 (Ферметюр), 2005/06 (Увертюр), 2007 (У), 2011 (У)                                               |
| Дон Боско          | Петьонвиль   | 4     | 1971, 2003 (Увертюр), 2014 (Клотюр), 2015 (У)                                                           |
| Егль Ноар          | Порт о Пренс | 4     | 1952/53, 1955, 1970, 2005/06 (Ферметюр)                                                                 |
| Етоаль Аисиен      | Порт о Пренс | 3     | 1942, 1944, 1961                                                                                        |
| Екселсиор          | Порт о Пренс | 3     | 1948, 1950, 1951                                                                                        |
| Расинг             | Гонаив       | 3     | 1996, 2008 (Ферметюр), 2016 (Увертюр)                                                                   |
| Миребале           | Миребале     | 2     | 2004/05 (Увертюр), 2013                                                                                 |
| Атуей Бакарди Клуб | Порт о Пренс | 2     | 1940, 1945                                                                                              |
| Капоаз             | Кап Аитиен   | 2     | 1997, 2017                                                                                              |
| Руладо             | Гонав        | 1     | 2002 (Увертюр), 2003 (Ферметюр)                                                                         |
| Америка            | Ле Ке        | 1     | 2014 (Увертюр)                                                                                          |
| Арсенал            | Порт о Пренс | 1     | 1943 |
| Кавали             | Леоган       | 1     | 2007 (Ферметюр)                                                                                         |
| Жьонес Петьонвиль  | Петьонвиль   | 1     | 1956 |
| Виктори            | Жакмель      | 1     | 2010 (Клотюр)                                                                                           |
| Валенсия           | Леоган       | 1     | 2012 |